# يسري مصطفى
يسري مصطفى ممثل مصري، بدأ مشواره الفني في بداية الثمانينات، اشتهر بأدواره في الدراما التليفزيونية المصرية: ليالي الحلمية، العودة الأخيرة، عمر بن عبد العزيز، عيلة الدوغري، ضمير أبلة حكمت، دموع صاحبة الجلالة، زيزينيا، ظل المحارب. كما قام ببعض الأدوار في السينما.
في عام 1982 تزوج من الممثلة زيزي مصطفى. توفي في 16 يناير 2015 بمرض الفشل الكلوي.

## أعمال
| - الهروب إلى القمة:1996-علوي - الكاس واحد:1996-عصام - الطريق إلى إيلات:1993 - اشتباه:1991-عامر العمدة - الشاهد الأخرس:1985 - يمهل ولا يهمل:1979                                        | \| - الحب في امتحان: 1997 -سهرة تليفزيونية - باب النجار: 1995-على -سهرة تليفزيونية - أحلام الوحوش: 1985-عماد -سهرة تليفزيونية - النسر الأحمر: مسرحية - عائلة تحت التهديد: سهرة تليفزيونية \| - الزوجة الطائشة: سهرة تليفزيونية - انتظر ودعني أفكر: سهرة تليفزيونية - الجرائم الغامضة: عزت-سهرة تليفزيونية - صاحبة العصمة: سهرة تليفزيونية - حدث في اليوم التالي: سهرة تليفزيونية \| |
| - الحب في امتحان: 1997 -سهرة تليفزيونية - باب النجار: 1995-على -سهرة تليفزيونية - أحلام الوحوش: 1985-عماد -سهرة تليفزيونية - النسر الأحمر: مسرحية - عائلة تحت التهديد: سهرة تليفزيونية | - الزوجة الطائشة: سهرة تليفزيونية - انتظر ودعني أفكر: سهرة تليفزيونية - الجرائم الغامضة: عزت-سهرة تليفزيونية - صاحبة العصمة: سهرة تليفزيونية - حدث في اليوم التالي: سهرة تليفزيونية |

### مسلسلات
| - كيكا على العالي:2014 - جبل الحلال:2014 - الصقر شاهين:2013 - الشك:2013 - كان يا ما كان (ج1، 2) :2013-ضيف شرف - في غمضة عين:2013 - مسألة كرامة:2011 - مذكرات سيئة السمعة:2010 - حرب الجواسيس:2009 - تاجر السعادة:2009 - فستان فرح:2009 - هالة والمستخبي:2009 - الوتر المشدود:2009 - زهرة برية:2009 - كلمة حق:2008 - أسمهان:2008-أستاذ الموسيقى - علي مبارك:2008 - ظل المحارب:2008-رئيس ال(إي دبليو سي) - شط إسكندرية:2008 - الفنار:2008 - بعد الفراق:2008 - يتربى في عزو:2007 - من أطلق الرصاص على هند علام:2007 - خليها على الله:2007 - الحب بعد المداولة:2006 - حضرة المتهم أبي:2006 - لا أحد ينام في الإسكندرية:2006 - درب الطيب:2006 - الظاهر بيبرس:2005 - أماكن في القلب:2005-فايتسه - للثروة حسابات أخرى:2005 - الطارق:2004-كبير الأساقفة - مشوار إمراة:2004 - عفاريت السيالة:2004 | - الصعود إلى القلب:2004 - أمانة يا ليل:2003-ضيف الشرف - أبيض x أبيض:2003 - قمر سبتمبر:2003 - ملفات سرية:2003 - حرس سلاح:2002-د. سعيد فخري - فارس العرب سيف الدين الحمداني:2002 - ضبط وإحضار:2001-د. نجيب - بوابة الحلواني (ج4):2001 - خالف تعرف:2001 - الوجه الغامض:2001 - الغالب والمغلوب:2000 - ليلة مقتل العمدة:2000 - الحسن البصري:2000 - عندما تثور النساء:2000 - نور القمر:1999 - وبعد الظلام تشرق الشمس:1999 - أوراق مصرية (ج1):1998 - ومنين أجيب ناس:1998 - الجانب الآخر:1998 - الأب:1998 - المفتاح الضائع:1998 - رد قلبي:1998-حسين سري باشا - الدوغري 90:1997 - أبناء دهشان:1997 - زيزينيا (ج1):1997-تحسين - هارون الرشيد:1997-فنحاس - أيام الغربة:1996 - من الذي لا ينساكي:1995 - الناس الطيبين:1995 - عمر بن عبدالعزيز:1994-ليونتيوس - محمد رسول الله إلى العالم:1993 - دموع صاحبة الجلالة:1993-خطيب أمال - العودة الأخيرة:1993 | - وما زال النيل يجري:1992 - ساعة ولد الهدى:1992 - ضمير أبلة حكمت:1991-اخو ابله حكمت - تحت ظلال السيوف:1991 - الرجاء التزام الهدوء:1989 - ليالي الحلمية (ج1 إلي 4) :1987، 1989، 1990، 1992-عاصم السلحدار - زوجات صغيرات:1986 - الطاحونة (ج2):1986 - الشهد والدموع (ج2):1985-سمير حافظ - بوابة المتولي:1985 - رسول الإنسانية:1985 - جمال الدين الأفغاني:1984-الشيخ حسن الطويل - الأحباب والمصير:1984 - أخو البنات:1984-دكتور معاون بالوحدة الصحية - نور الإسلام:1983 - بين السرايات:1983 - الأزهر الشريف منارة الإسلام:1982 - محمد رسول الله (ج3):1982 - أديب:1982 - ثلاثة في قطار:1982 - ومشيت طريق الأخطار:1981 - الفتوحات الإسلامية:1981 - عيلة الدوغري:1980-مصطفى الدوغري - دمعة ألم:1978 - القاهرة والناس:1972 - خفايا البيوت - جنة حتحوت - اسطبل عنتر - نداء الفجر-كارلومان - أمومة - بعد العاصفة - الطاحونة (ج1) - الإسلام حضارة - فرسان الله |

## روابط خارجية
- يسري مصطفى على موقع قاعدة بيانات الأفلام العربية